# Toine Bourrat
Pour les articles homonymes, voir Bourrat.
 (novembre 2021).
Si vous disposez d'ouvrages ou d'articles de référence ou si vous connaissez des sites web de qualité traitant du thème abordé ici, merci de compléter l'article en donnant les références utiles à sa vérifiabilité et en les liant à la section « Notes et références ».
Toine Bourrat, née le 28 novembre 1968 à Hénin-Beaumont, est une femme politique française.

## Biographie
Toine Bourrat était cadre du secteur privé et a été sénatrice remplaçante.
Investie localement dès 2014, elle remporte son premier scrutin municipal à  Saint-Rémy-l'Honoré avec plus de 37 % des suffrages dans un contexte électoral marqué par un fort pluralisme (4 listes étaient alors en lice). Réélue en 2020 dès le premier tour (60,82 %), elle siège aujourd'hui comme conseillère municipale et conseillère communautaire[réf. souhaitée].
Élue en 2014 par ses pairs pour représenter Saint-Rémy-l'Honoré au sein de la Communauté des communes Cœur d'Yvelines (CCCY), elle y siège comme déléguée titulaire avant d'en devenir vice-présidente chargée des Mutualisations,.
Candidate sur la liste menée par Gérard Larcher (Une équipe pour toutes les Yvelines) lors du renouvellement sénatorial de 2017, Toine Bourrat devient sénatrice des Yvelines le 1er octobre 2020, en remplacement d'Alain Schmitz. Son entrée à la Chambre haute fait suite à la démission d'Alain Schmitz.
Toine Bourrat a été pendant le remplacement d'Alain Schmidtz, membre de la Commission de la Culture, de l'Éducation et de la Communication. Elle a été aussi Première Vice-présidente de la Commission supérieure du Numérique et des Postes, organe bicaméral [réf. souhaitée].
Lors de l'élection présidentielle d'avril 2022, elle soutient Valérie Pécresse (LR).
Elle n'est pas réélue lors des élections sénatoriales de 2023. Ghislaine Senée, membre d'EÉLV, lui succède.